# 老王集镇
老王集镇，是中华人民共和国河南省商丘市柘城县下辖的一个乡镇级行政单位。
明、清置永宁乡。民国初设王家集牌，属东南区。1935年设老王集、史老家乡联保，属第二区。1945年置老王集、扳曾口、朱河坡、谢堂、王安楼五保，分属大仵镇、大梁乡。1949年分属胡襄、起台区。1954年设扳曾口、老王集、手巾李三乡，分属胡襄、起台区。1961年置老王集公社，属起台区。1977年由胡襄、大仵、起台公社交界处划出余老家、双楼、赵楼、谢堂、许关庙、老王集东街、老王集西街、杨堂、索庄、潘庄、李振早楼、史陆庄、前秦、前板罾口、余心白、余庙16大队，重建老王集公社。1984年改老王集乡。2022年6月撤乡设镇。

## 行政区划
老王集镇下辖以下地区：
东街村、余庙村、大柴村、扬堂村、李振早村、陈楼村、西街村、史陆庄村、十门里村、方楼村、高庄村、潘庄村、索庄村、前秦村、板口村、许关村、赵楼村、谢堂村、余心白村和尹楼村。